# Municipio de Washington (condado de Carroll, Iowa)
El municipio de Washington (en inglés: Washington Township) es un municipio ubicado en el condado de Carroll en el estado estadounidense de Iowa. En el año 2010 tenía una población de 268 habitantes y una densidad poblacional de 2,95 personas por km².

## Geografía
El municipio de Washington se encuentra ubicado en las coordenadas 41°59′35″N 95°2′3″O / 41.99306, -95.03417. Según la Oficina del Censo de los Estados Unidos, el municipio tiene una superficie total de 90.87 km², de la cual 90,87 km² corresponden a tierra firme y (0 %) 0 km² es agua.

## Demografía
Según el censo de 2010, había 268 personas residiendo en el municipio de Washington. La densidad de población era de 2,95 hab./km². De los 268 habitantes, el municipio de Washington estaba compuesto por el 99,63 % blancos y el 0,37 % eran de una mezcla de razas. Del total de la población el 0 % eran hispanos o latinos de cualquier raza.